# 1211
Portal Geschichte | Portal Biografien | Aktuelle Ereignisse | Jahreskalender | Tagesartikel

◄ |
12. Jahrhundert |
13. Jahrhundert
| 14. Jahrhundert | ►

◄ |
1180er |
1190er |
1200er |
1210er
| 1220er | 1230er | 1240er | ►

◄◄ |
◄ |
1207 |
1208 |
1209 |
1210 |
1211
| 1212 | 1213 | 1214 | 1215 | ► | ►►
Staatsoberhäupter  · Nekrolog
| Januar | Januar | Januar | Januar | Januar | Januar | Januar | Januar |
| Kw     | Mo     | Di     | Mi     | Do     | Fr     | Sa     | So     |
| ------ | ------ | ------ | ------ | ------ | ------ | ------ | ------ |
| 52     |        |        |        |        |        | 1      | 2      |
| 1      | 3      | 4      | 5      | 6      | 7      | 8      | 9      |
| 2      | 10     | 11     | 12     | 13     | 14     | 15     | 16     |
| 3      | 17     | 18     | 19     | 20     | 21     | 22     | 23     |
| 4      | 24     | 25     | 26     | 27     | 28     | 29     | 30     |
| 5      | 31     |        |        |        |        |        |        |

| Februar | Februar | Februar | Februar | Februar | Februar | Februar | Februar |
| Kw      | Mo      | Di      | Mi      | Do      | Fr      | Sa      | So      |
| ------- | ------- | ------- | ------- | ------- | ------- | ------- | ------- |
| 5       |         | 1       | 2       | 3       | 4       | 5       | 6       |
| 6       | 7       | 8       | 9       | 10      | 11      | 12      | 13      |
| 7       | 14      | 15      | 16      | 17      | 18      | 19      | 20      |
| 8       | 21      | 22      | 23      | 24      | 25      | 26      | 27      |
| 9       | 28      |         |         |         |         |         |         |

| März | März | März | März | März | März | März | März |
| Kw   | Mo   | Di   | Mi   | Do   | Fr   | Sa   | So   |
| ---- | ---- | ---- | ---- | ---- | ---- | ---- | ---- |
| 9    |      | 1    | 2    | 3    | 4    | 5    | 6    |
| 10   | 7    | 8    | 9    | 10   | 11   | 12   | 13   |
| 11   | 14   | 15   | 16   | 17   | 18   | 19   | 20   |
| 12   | 21   | 22   | 23   | 24   | 25   | 26   | 27   |
| 13   | 28   | 29   | 30   | 31   |      |      |      |

| April | April | April | April | April | April | April | April |
| Kw    | Mo    | Di    | Mi    | Do    | Fr    | Sa    | So    |
| ----- | ----- | ----- | ----- | ----- | ----- | ----- | ----- |
| 13    |       |       |       |       | 1     | 2     | 3     |
| 14    | 4     | 5     | 6     | 7     | 8     | 9     | 10    |
| 15    | 11    | 12    | 13    | 14    | 15    | 16    | 17    |
| 16    | 18    | 19    | 20    | 21    | 22    | 23    | 24    |
| 17    | 25    | 26    | 27    | 28    | 29    | 30    |       |

| Mai | Mai | Mai | Mai | Mai | Mai | Mai | Mai |
| Kw  | Mo  | Di  | Mi  | Do  | Fr  | Sa  | So  |
| --- | --- | --- | --- | --- | --- | --- | --- |
| 17  |     |     |     |     |     |     | 1   |
| 18  | 2   | 3   | 4   | 5   | 6   | 7   | 8   |
| 19  | 9   | 10  | 11  | 12  | 13  | 14  | 15  |
| 20  | 16  | 17  | 18  | 19  | 20  | 21  | 22  |
| 21  | 23  | 24  | 25  | 26  | 27  | 28  | 29  |
| 22  | 30  | 31  |     |     |     |     |     |

| Juni | Juni | Juni | Juni | Juni | Juni | Juni | Juni |
| Kw   | Mo   | Di   | Mi   | Do   | Fr   | Sa   | So   |
| ---- | ---- | ---- | ---- | ---- | ---- | ---- | ---- |
| 22   |      |      | 1    | 2    | 3    | 4    | 5    |
| 23   | 6    | 7    | 8    | 9    | 10   | 11   | 12   |
| 24   | 13   | 14   | 15   | 16   | 17   | 18   | 19   |
| 25   | 20   | 21   | 22   | 23   | 24   | 25   | 26   |
| 26   | 27   | 28   | 29   | 30   |      |      |      |

| Juli | Juli | Juli | Juli | Juli | Juli | Juli | Juli |
| Kw   | Mo   | Di   | Mi   | Do   | Fr   | Sa   | So   |
| ---- | ---- | ---- | ---- | ---- | ---- | ---- | ---- |
| 26   |      |      |      |      | 1    | 2    | 3    |
| 27   | 4    | 5    | 6    | 7    | 8    | 9    | 10   |
| 28   | 11   | 12   | 13   | 14   | 15   | 16   | 17   |
| 29   | 18   | 19   | 20   | 21   | 22   | 23   | 24   |
| 30   | 25   | 26   | 27   | 28   | 29   | 30   | 31   |

| August | August | August | August | August | August | August | August |
| Kw     | Mo     | Di     | Mi     | Do     | Fr     | Sa     | So     |
| ------ | ------ | ------ | ------ | ------ | ------ | ------ | ------ |
| 31     | 1      | 2      | 3      | 4      | 5      | 6      | 7      |
| 32     | 8      | 9      | 10     | 11     | 12     | 13     | 14     |
| 33     | 15     | 16     | 17     | 18     | 19     | 20     | 21     |
| 34     | 22     | 23     | 24     | 25     | 26     | 27     | 28     |
| 35     | 29     | 30     | 31     |        |        |        |        |

| September | September | September | September | September | September | September | September |
| Kw        | Mo        | Di        | Mi        | Do        | Fr        | Sa        | So        |
| --------- | --------- | --------- | --------- | --------- | --------- | --------- | --------- |
| 35        |           |           |           | 1         | 2         | 3         | 4         |
| 36        | 5         | 6         | 7         | 8         | 9         | 10        | 11        |
| 37        | 12        | 13        | 14        | 15        | 16        | 17        | 18        |
| 38        | 19        | 20        | 21        | 22        | 23        | 24        | 25        |
| 39        | 26        | 27        | 28        | 29        | 30        |           |           |

| Oktober | Oktober | Oktober | Oktober | Oktober | Oktober | Oktober | Oktober |
| Kw      | Mo      | Di      | Mi      | Do      | Fr      | Sa      | So      |
| ------- | ------- | ------- | ------- | ------- | ------- | ------- | ------- |
| 39      |         |         |         |         |         | 1       | 2       |
| 40      | 3       | 4       | 5       | 6       | 7       | 8       | 9       |
| 41      | 10      | 11      | 12      | 13      | 14      | 15      | 16      |
| 42      | 17      | 18      | 19      | 20      | 21      | 22      | 23      |
| 43      | 24      | 25      | 26      | 27      | 28      | 29      | 30      |
| 44      | 31      |         |         |         |         |         |         |

| November | November | November | November | November | November | November | November |
| Kw       | Mo       | Di       | Mi       | Do       | Fr       | Sa       | So       |
| -------- | -------- | -------- | -------- | -------- | -------- | -------- | -------- |
| 44       |          | 1        | 2        | 3        | 4        | 5        | 6        |
| 45       | 7        | 8        | 9        | 10       | 11       | 12       | 13       |
| 46       | 14       | 15       | 16       | 17       | 18       | 19       | 20       |
| 47       | 21       | 22       | 23       | 24       | 25       | 26       | 27       |
| 48       | 28       | 29       | 30       |          |          |          |          |

| Dezember | Dezember | Dezember | Dezember | Dezember | Dezember | Dezember | Dezember |
| Kw       | Mo       | Di       | Mi       | Do       | Fr       | Sa       | So       |
| -------- | -------- | -------- | -------- | -------- | -------- | -------- | -------- |
| 48       |          |          |          | 1        | 2        | 3        | 4        |
| 49       | 5        | 6        | 7        | 8        | 9        | 10       | 11       |
| 50       | 12       | 13       | 14       | 15       | 16       | 17       | 18       |
| 51       | 19       | 20       | 21       | 22       | 23       | 24       | 25       |
| 52       | 26       | 27       | 28       | 29       | 30       | 31       |          |

| Januar | Januar | Januar | Januar | Januar | Januar | Januar | Januar |
| Kw     | Mo     | Di     | Mi     | Do     | Fr     | Sa     | So     |
| ------ | ------ | ------ | ------ | ------ | ------ | ------ | ------ |
| 52     |        |        |        |        |        | 1      | 2      |
| 1      | 3      | 4      | 5      | 6      | 7      | 8      | 9      |
| 2      | 10     | 11     | 12     | 13     | 14     | 15     | 16     |
| 3      | 17     | 18     | 19     | 20     | 21     | 22     | 23     |
| 4      | 24     | 25     | 26     | 27     | 28     | 29     | 30     |
| 5      | 31     |        |        |        |        |        |        |

| Februar | Februar | Februar | Februar | Februar | Februar | Februar | Februar |
| Kw      | Mo      | Di      | Mi      | Do      | Fr      | Sa      | So      |
| ------- | ------- | ------- | ------- | ------- | ------- | ------- | ------- |
| 5       |         | 1       | 2       | 3       | 4       | 5       | 6       |
| 6       | 7       | 8       | 9       | 10      | 11      | 12      | 13      |
| 7       | 14      | 15      | 16      | 17      | 18      | 19      | 20      |
| 8       | 21      | 22      | 23      | 24      | 25      | 26      | 27      |
| 9       | 28      |         |         |         |         |         |         |

| März | März | März | März | März | März | März | März |
| Kw   | Mo   | Di   | Mi   | Do   | Fr   | Sa   | So   |
| ---- | ---- | ---- | ---- | ---- | ---- | ---- | ---- |
| 9    |      | 1    | 2    | 3    | 4    | 5    | 6    |
| 10   | 7    | 8    | 9    | 10   | 11   | 12   | 13   |
| 11   | 14   | 15   | 16   | 17   | 18   | 19   | 20   |
| 12   | 21   | 22   | 23   | 24   | 25   | 26   | 27   |
| 13   | 28   | 29   | 30   | 31   |      |      |      |

| April | April | April | April | April | April | April | April |
| Kw    | Mo    | Di    | Mi    | Do    | Fr    | Sa    | So    |
| ----- | ----- | ----- | ----- | ----- | ----- | ----- | ----- |
| 13    |       |       |       |       | 1     | 2     | 3     |
| 14    | 4     | 5     | 6     | 7     | 8     | 9     | 10    |
| 15    | 11    | 12    | 13    | 14    | 15    | 16    | 17    |
| 16    | 18    | 19    | 20    | 21    | 22    | 23    | 24    |
| 17    | 25    | 26    | 27    | 28    | 29    | 30    |       |

| Mai | Mai | Mai | Mai | Mai | Mai | Mai | Mai |
| Kw  | Mo  | Di  | Mi  | Do  | Fr  | Sa  | So  |
| --- | --- | --- | --- | --- | --- | --- | --- |
| 17  |     |     |     |     |     |     | 1   |
| 18  | 2   | 3   | 4   | 5   | 6   | 7   | 8   |
| 19  | 9   | 10  | 11  | 12  | 13  | 14  | 15  |
| 20  | 16  | 17  | 18  | 19  | 20  | 21  | 22  |
| 21  | 23  | 24  | 25  | 26  | 27  | 28  | 29  |
| 22  | 30  | 31  |     |     |     |     |     |

| Juni | Juni | Juni | Juni | Juni | Juni | Juni | Juni |
| Kw   | Mo   | Di   | Mi   | Do   | Fr   | Sa   | So   |
| ---- | ---- | ---- | ---- | ---- | ---- | ---- | ---- |
| 22   |      |      | 1    | 2    | 3    | 4    | 5    |
| 23   | 6    | 7    | 8    | 9    | 10   | 11   | 12   |
| 24   | 13   | 14   | 15   | 16   | 17   | 18   | 19   |
| 25   | 20   | 21   | 22   | 23   | 24   | 25   | 26   |
| 26   | 27   | 28   | 29   | 30   |      |      |      |

| Juli | Juli | Juli | Juli | Juli | Juli | Juli | Juli |
| Kw   | Mo   | Di   | Mi   | Do   | Fr   | Sa   | So   |
| ---- | ---- | ---- | ---- | ---- | ---- | ---- | ---- |
| 26   |      |      |      |      | 1    | 2    | 3    |
| 27   | 4    | 5    | 6    | 7    | 8    | 9    | 10   |
| 28   | 11   | 12   | 13   | 14   | 15   | 16   | 17   |
| 29   | 18   | 19   | 20   | 21   | 22   | 23   | 24   |
| 30   | 25   | 26   | 27   | 28   | 29   | 30   | 31   |

| August | August | August | August | August | August | August | August |
| Kw     | Mo     | Di     | Mi     | Do     | Fr     | Sa     | So     |
| ------ | ------ | ------ | ------ | ------ | ------ | ------ | ------ |
| 31     | 1      | 2      | 3      | 4      | 5      | 6      | 7      |
| 32     | 8      | 9      | 10     | 11     | 12     | 13     | 14     |
| 33     | 15     | 16     | 17     | 18     | 19     | 20     | 21     |
| 34     | 22     | 23     | 24     | 25     | 26     | 27     | 28     |
| 35     | 29     | 30     | 31     |        |        |        |        |

| September | September | September | September | September | September | September | September |
| Kw        | Mo        | Di        | Mi        | Do        | Fr        | Sa        | So        |
| --------- | --------- | --------- | --------- | --------- | --------- | --------- | --------- |
| 35        |           |           |           | 1         | 2         | 3         | 4         |
| 36        | 5         | 6         | 7         | 8         | 9         | 10        | 11        |
| 37        | 12        | 13        | 14        | 15        | 16        | 17        | 18        |
| 38        | 19        | 20        | 21        | 22        | 23        | 24        | 25        |
| 39        | 26        | 27        | 28        | 29        | 30        |           |           |

| Oktober | Oktober | Oktober | Oktober | Oktober | Oktober | Oktober | Oktober |
| Kw      | Mo      | Di      | Mi      | Do      | Fr      | Sa      | So      |
| ------- | ------- | ------- | ------- | ------- | ------- | ------- | ------- |
| 39      |         |         |         |         |         | 1       | 2       |
| 40      | 3       | 4       | 5       | 6       | 7       | 8       | 9       |
| 41      | 10      | 11      | 12      | 13      | 14      | 15      | 16      |
| 42      | 17      | 18      | 19      | 20      | 21      | 22      | 23      |
| 43      | 24      | 25      | 26      | 27      | 28      | 29      | 30      |
| 44      | 31      |         |         |         |         |         |         |

| November | November | November | November | November | November | November | November |
| Kw       | Mo       | Di       | Mi       | Do       | Fr       | Sa       | So       |
| -------- | -------- | -------- | -------- | -------- | -------- | -------- | -------- |
| 44       |          | 1        | 2        | 3        | 4        | 5        | 6        |
| 45       | 7        | 8        | 9        | 10       | 11       | 12       | 13       |
| 46       | 14       | 15       | 16       | 17       | 18       | 19       | 20       |
| 47       | 21       | 22       | 23       | 24       | 25       | 26       | 27       |
| 48       | 28       | 29       | 30       |          |          |          |          |

| Dezember | Dezember | Dezember | Dezember | Dezember | Dezember | Dezember | Dezember |
| Kw       | Mo       | Di       | Mi       | Do       | Fr       | Sa       | So       |
| -------- | -------- | -------- | -------- | -------- | -------- | -------- | -------- |
| 48       |          |          |          | 1        | 2        | 3        | 4        |
| 49       | 5        | 6        | 7        | 8        | 9        | 10       | 11       |
| 50       | 12       | 13       | 14       | 15       | 16       | 17       | 18       |
| 51       | 19       | 20       | 21       | 22       | 23       | 24       | 25       |
| 52       | 26       | 27       | 28       | 29       | 30       | 31       |          |

## Ereignisse

### Politik und Weltgeschehen

#### Iberische Halbinsel

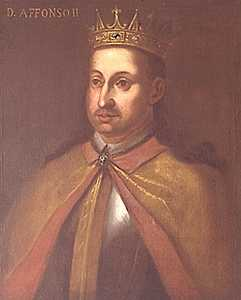
König Alfons II. von Portugal

- 26. März: Nach dem Tode seines Vaters Sancho I. besteigt Alfons II. den portugiesischen Thron und beruft im gleichen Jahr die Cortes, das erste portugiesische Parlament, nach Coimbra ein. In seinen Gesetzen fortschrittlich, versucht Afonso die Königsmacht zu Lasten des Adels und der Kirche zu stärken, was ihn im Volk sehr beliebt macht, ihm aber auch die Gegnerschaft der Kirche einträgt.

#### Okzitanien/Iberische Halbinsel
- Januar: Peter II. von Aragón, der wegen eines bevorstehenden Waffengangs mit den Mauren ruhige Verhältnisse an seiner Nordgrenze braucht, nimmt die Huldigung durch Simon de Montfort entgegen und legitimiert damit dessen Eroberungen in den letzten Jahren.
- Der Albigenserkreuzzug konzentriert sich zunehmend auf den Kampf gegen den gebannten Grafen Raimund VI. von Toulouse. Im März beginnt die Belagerung von Lavaur, das am 3. Mai eingenommen wird. Nach der Einnahme der Stadt wird die Herrin Guiraude in einen Brunnen geworfen und gesteinigt; 80 katharische Ritter, darunter auch Aimery de Montréal, werden gehenkt oder – nach dem Einsturz des Galgens – durch das Schwert getötet; weitere 300 bis 400 Personen werden auf einem Scheiterhaufen verbrannt.
- Raimund VI. holt zum Gegenschlag aus und erobert die Kreuzfahrerburg Castelnaudary im Handstreich.
- Mai: Durch Bestechung zieht Simon de Montfort Raimunds Bruder Balduin von Toulouse auf seine Seite, der sich dem Kreuzzug anschließt. Im Anschluss nimmt Montfort Castelnaudary wieder in Besitz und unterwirft in einer Blitzaktion mehrere Städte entlang des Tarn. Ein Unterwerfungsangebot Raimunds west er zurück.
- 15. Juni: Die Kreuzritter tauchen vor Toulouse auf und schlagen am nächsten Tag ein gegnerisches Heer an der Brücke von Montaudran.
- 29. Juni: Nachdem sie zwei Wochen lang die Umgebung verwüstet haben, müssen die Kreuzfahrer die Belagerung des gut befestigten Toulouse abbrechen. Den Rückzug wandelt de Montfort in einen Eroberungsfeldzug gegen die Grafschaft Foix um.
- Ein Almohaden-Heer unter Sultan Muhammad an-Nasir überquert die Straße von Gibraltar und erobert christliche Gebiete auf der Iberischen Halbinsel zurück, so unter anderem die Ordensburg des Ordens von Calatrava in Salvatierra. Simon de Montfort entsendet als Erfüllung seiner Heerfolgepflicht 50 Kreuzritter unter Guy de Lucy auf die Iberische Halbinsel. Als er aber nur wenige Wochen später von einer okzitanischen Übermacht in Castelnaudary belagert wird, beordert er dieses Kontingent wieder zurück, was Peter von Aragón als Verrat auffasst.

#### Heiliges Römisches Reich/Italien
- September: Der von Papst Innozenz III. exkommunizierte Kaiser Otto IV. erreicht auf seinem Feldzug gegen den Staufer Friedrich II. von Sizilien die Meerenge von Messina. Zur gleichen Zeit wählen in Nürnberg die antiwelfischen Erzbischöfe Siegfried von Mainz und Albrecht von Magdeburg, Landgraf Hermann I. von Thüringen und der böhmische König Ottokar I. Přemysl Friedrich II. zum „anderen Kaiser“ (alium imperatorum). Otto kehrt angesichts der Gefährdung seines Machtanspruchs im November überstürzt über Mailand in das Reich nördlich der Alpen zurück, um seine dortige Herrschaft zu konsolidieren.
- In einer Fehde mit Thomas I. von Savoyen versucht Berthold V. von Zähringen die Grafschaft Wallis zu erobern. Er zieht mit 13'000 Mann über den Grimselpass und lässt die beiden Dörfer Oberwald und Obergesteln in Brand stecken. Die Walliser unter Führung des Bischofs von Sitten, Landrich von Mont, erwarten den Feind beim Oberbach auf dem Obergestlerfelde bei Ulrichen. In der Schlacht bei Ulrichen wird Berthold vernichtend geschlagen. Die noch verbleibenden kleinen Reste seiner Streitmacht ziehen sich über die Grimsel zurück. Dort werden sie von verfolgenden Wallisern umstellt, erneut geschlagen und in den später so genannten Totesee getrieben.

#### Weitere Ereignisse in Europa
- Der Deutsche Orden erhält das Burzenland in Siebenbürgen vom ungarischen König Andreas II. als Lehen und gründet Kronstadt. Andreas hofft auf die militärische Unterstützung des Ordens gegen die Kumanen.
- Feldzüge von Johann Ohneland gegen Wales

#### Kleinasien
Die Rum-Seldschuken unter Sultan Kai Chosrau I. unterstützen den früheren byzantinischen Kaiser Alexios III. bei seinem Versuch, die Krone wiederzubekommen und greifen das Kaiserreich Nikaia an. In der Schlacht bei Antiochia am Mäander erleiden sie jedoch eine vernichtende Niederlage. Kai Chosrau fällt während Alexios von seinem Schwiegersohn Theodor I. Laskaris gefangen genommen und in ein Kloster gesteckt wird. Im Sultanat Rum kommt es zu einem Thronstreit zwischen Kai Chosraus Söhnen Kai Kaus und Kai Kobad.

#### Weitere Ereignisse in Asien
- Geschichte der Mongolen: Die Mongolen beginnen unter Dschingis Khan den Krieg mit dem chinesischen Nordreich der Jin-Dynastie. Die chinesische Armee wird in der Schlacht nahe Zhangjjakou besiegt und endgültig geschlagen bei der Stadt Mukden, die eingenommen wird.
- Aram Shah wird nach nur einjähriger Regierungszeit von Iltutmish nach einem Militärputsch besiegt. Über sein weiteres Schicksal ist nichts bekannt. Iltutmish besteigt als dritter Sultan der Sklavendynastie den Thron des Sultanats von Delhi. Die noch junge Herrschaft des Islam in Indien stützt sich ausschließlich auf das Militär, das in den wichtigsten Festungen wie Delhi, Gwalior, Ajmer, Kanauj und andernorts stationiert ist. Die Verwaltung und Steuereintreibung verbleibt aufgrund der (noch) verschwindend geringen Zahl der Muslime zumeist in der Hand der alteingesessenen indischen Obrigkeit. Der Staat ist dementsprechend instabil und ehrgeizige Militärs versuchen immer wieder, sich durch einen Umsturz selbst zu bereichern. Iltutmishs Regierungszeit ist deshalb von fast ununterbrochenen Kämpfen mit abtrünnigen Statthaltern und mit Hindufürsten ausgefüllt.

#### Urkundliche Ersterwähnungen
- Asel wird erstmals urkundlich erwähnt.

### Wirtschaft

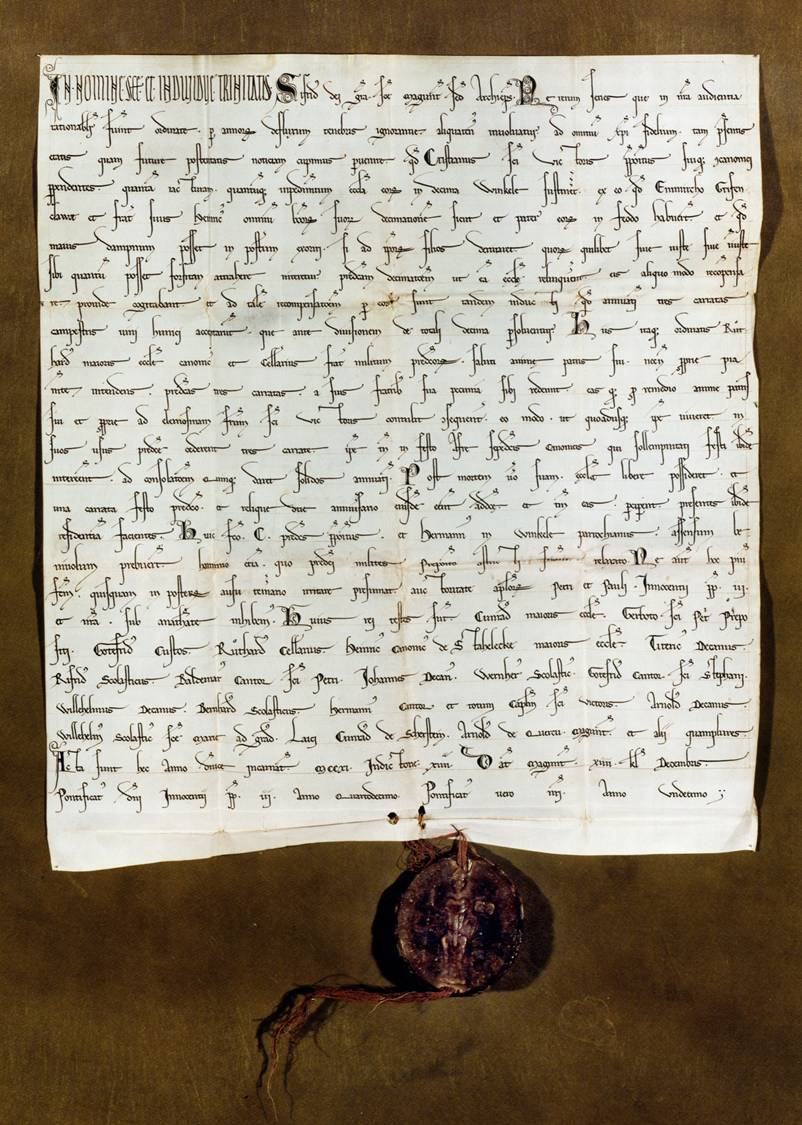
Weinrechnung 1211

- 18. November: Die Älteste Weinrechnung, die in Deutschland erhalten geblieben ist, wird ausgestellt.
- Im Kloster Eberbach entsteht das Güterverzeichnis Oculus Memoriae.
- Handelsbuch eines Florentiners (gilt als das älteste bekannte)

### Religion und Kultur
- Februar: Der bulgarische Zar Boril beruft in der bulgarischen Hauptstadt Tarnowo eine Kirchensynode ein. Dort wird der Sinodik des Zaren Boril erarbeitet.
- Der Bau der gotischen Kathedrale von Reims nach einem verheerenden Brand im Vorjahr beginnt.
- Das Kloster Santa Maria de Caritate und das Kloster Oberschönenfeld werden gegründet.
- Einwanderung der dreihundert Rabbiner nach Jerusalem

## Geboren

### Geburtsdatum gesichert
- um den 20. Januar: Agnes von Böhmen, böhmische Prinzessin und Äbtissin des Agnesklosters in der Prager Altstadt, katholische Heilige († 1282)
- 22. September: Ibn Challikān, arabischer oder kurdischer Biograph und islamischer Rechtsgelehrter († 1282)

### Genaues Geburtsdatum unbekannt
- Eleonore von Portugal, Königin von Dänemark († 1231)
- Friedrich II. der Streitbare, Herzog von Österreich und der Steiermark († 1246)
- Heinrich (VII.), römisch-deutscher Mitkönig, König von Sizilien († 1242)

### Geboren um 1211
- Johann von Arsuf, Bailli und Konstabler des Königreichs Jerusalem († 1258)
- Kasimir I., Herzog von Kujawien († 1267)

## Gestorben

### Todesdatum gesichert
- 02. Februar: Adelheid von Meißen, Königin von Böhmen (* nach 1160)
- 05. Februar: Florentius von der Lippe, Abt von Marienfeld
- 26. März: Sancho I., König von Portugal (* 1154)
- 26. April: Robert of Thornham, anglonormannischer Adliger und Militär
- 03. Mai: Aimery de Montréal, südfranzösischer Adliger, Herr von Laurac und Co-Herr von Montréal sowie prominenter Gegner des Albigenserkreuzzuges
- 16. Mai: Mieszko I., Herzog von Schlesien/Ratibor, Herzog von Oppeln, Seniorherzog von Polen
- 09. August: William de Braose, cambro-normannischer Adliger, Baron der Welsh Marches (* 1144/53)
- 01. Oktober: Roger de Lacy, anglonormannischer Adliger, Constable von Chester, Befehlshaber im Château Gaillard
- 03. November: Alpais, französische Eremitin, Selige (* 1155/1157)
- 29. November: Páll Jónsson, Bischof von Skálholt im Süden Islands (* 1155)

### Genaues Todesdatum unbekannt
- Juni/Juli: Thomas Morosini, erster lateinischer Patriarch von Konstantinopel
- Aram Shah, Sultan von Delhi
- Euphrosyne, byzantinische Kaiserin (* um 1155)
- Johann II., Graf von Vendôme

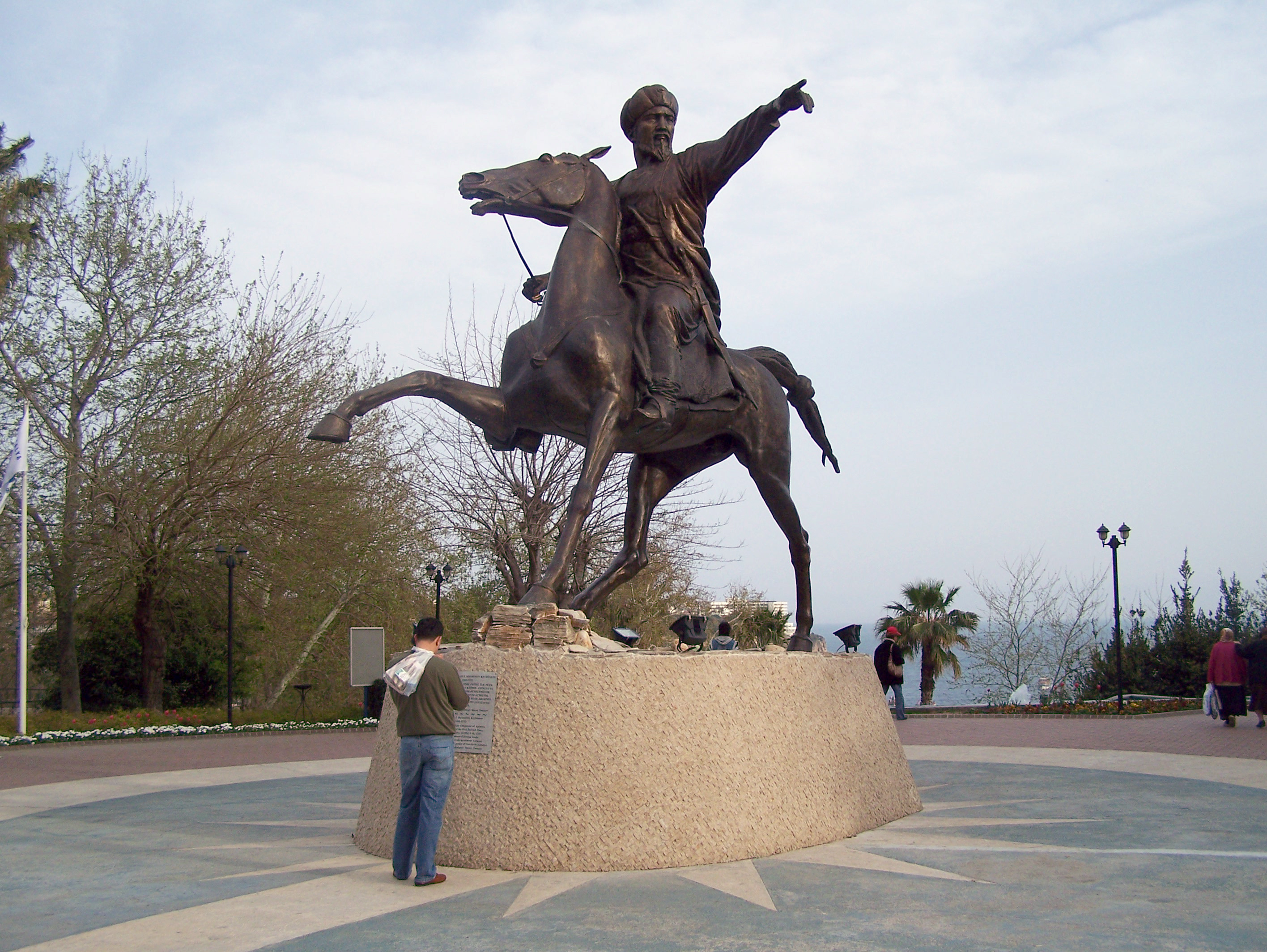
Kai Chosrau I.

- Kai Chosrau I., seldschukischer Sultan von Rum (* vor 1177)
- Robert of Braybrooke, englischer Beamter
- Tsangpa Gyare Yeshe Dorje, tibetischer Trülku der Drugpa-Kagyü-Tradition des tibetischen Buddhismus, Gyelwang Drugpa (* 1161)
- William de Londres, anglonormannischer Adliger